# Herbert Schambeck (Bauingenieur)

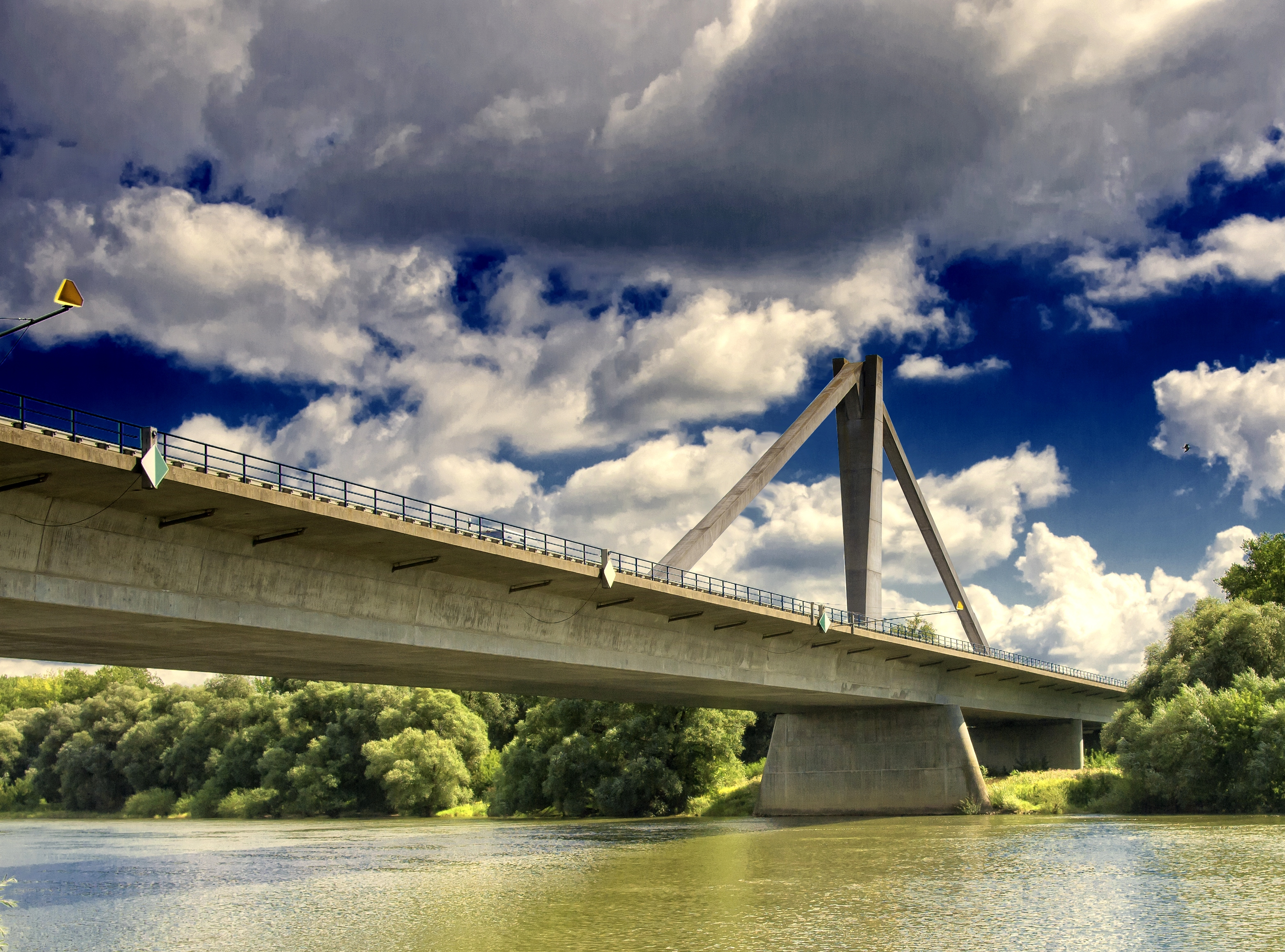
Donaubrücke Metten

Herbert Schambeck (* 31. Mai 1927 in München; † 21. August 2013) war ein deutscher Bauingenieur.

## Werdegang
Schambeck wurde nach dem Abitur 1944 Soldat, war in Kriegsgefangenschaft und studierte ab 1946 Bauingenieurwesen an der TH München mit dem Diplom 1950. Danach arbeitete er bei der Dyckerhoff & Widmann AG in die Niederlassung Nürnberg. In seinen Anfangsjahren bei der Dyckerhoff & Widmann AG entwickelte er ein optisches Messverfahren, mit dem aus den Verzerrungen eines Spiegelbilds eines Rasters die Hauptkrümmungen und damit Biegemomente in einer Betonplatte bestimmt werden konnten. Das verschaffte ihm die Aufmerksamkeit von Ulrich Finsterwalder, dem Chefkonstrukteur des Unternehmens, der ihn in die Hauptverwaltung nach München holte. 1966 wurde Schambeck Leiter der Brückenbauabteilung. 1973 wurde er zum Direktor ernannt und 1990 ging er in den Ruhestand, arbeitete aber weiter als beratender Ingenieur mit weltweiter Tätigkeit.
2006 veröffentlichte Schambeck mit Kollegen einen Aufruf an die Bauingenieure, das Ansehen ihres eigenen Berufsstands zu fördern, indem sie die Qualität ihrer Arbeit den Bedürfnissen der Praxis ständig anpassen und in der Öffentlichkeit deutlich machen, dass Qualität auch ihren Preis hat.

## Wirken im Brückenbau
Herbert Schambeck hatte den Ehrgeiz, aufzuzeigen, dass „aus dem in den Jahren vor dem Krieg geächteten Baustoff Beton qualitätvolle, dem Zeitgeist entsprechende und die Landschaft in positivem Sinne formende Bauwerke gebaut werden können.“ Er hat sich um den Betonbau verdient gemacht. (Auszug aus einem Nachruf von Cengiz Dicleli)

## Brückenbauten
Die Donaubrücke Metten, der eine Tragwerksplanung des Ingenieurs Herbert Schambeck zugrunde liegt, ist eine Schrägseilbrücke und zugleich eine Beton-Zügelgurtbrücke. Dieses Verfahren ist in Deutschland nicht allzu üblich. Eine solche Konstruktionsweise ist auch bei den Ingenieurarbeiten von Riccardo Morandi aus Italien zu finden, der als einer der ersten Pioniere der Spannbetonbauweisen gilt. Im Gegensatz zu den Brückenentwicklungen von Morandi ist bei der Mettener Brücke nur ein Gurt in der Mitte des Bauwerks vorhanden.
- 1961: Casterfeldbrücke, Mannheim

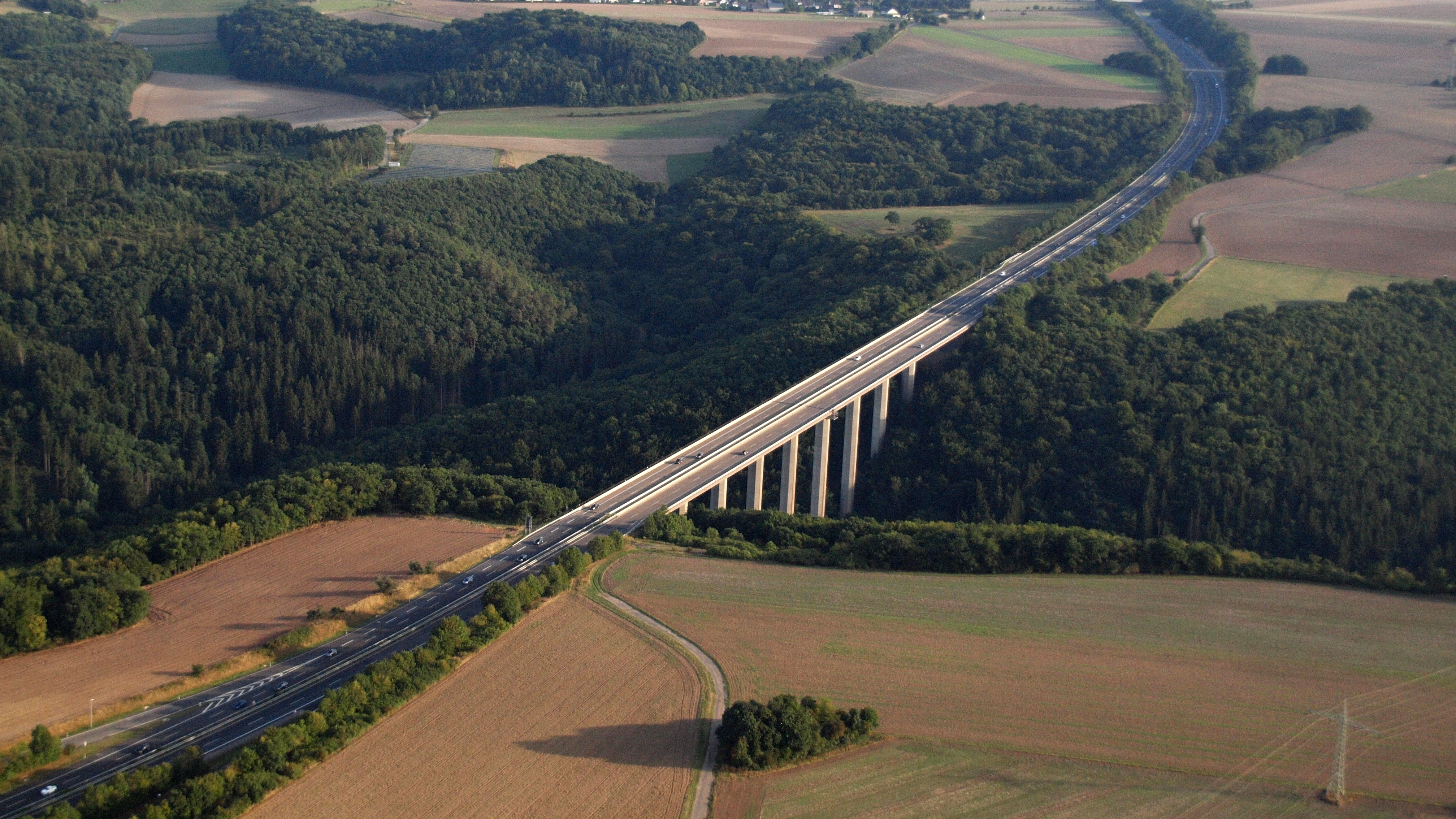
Elztalbrücke

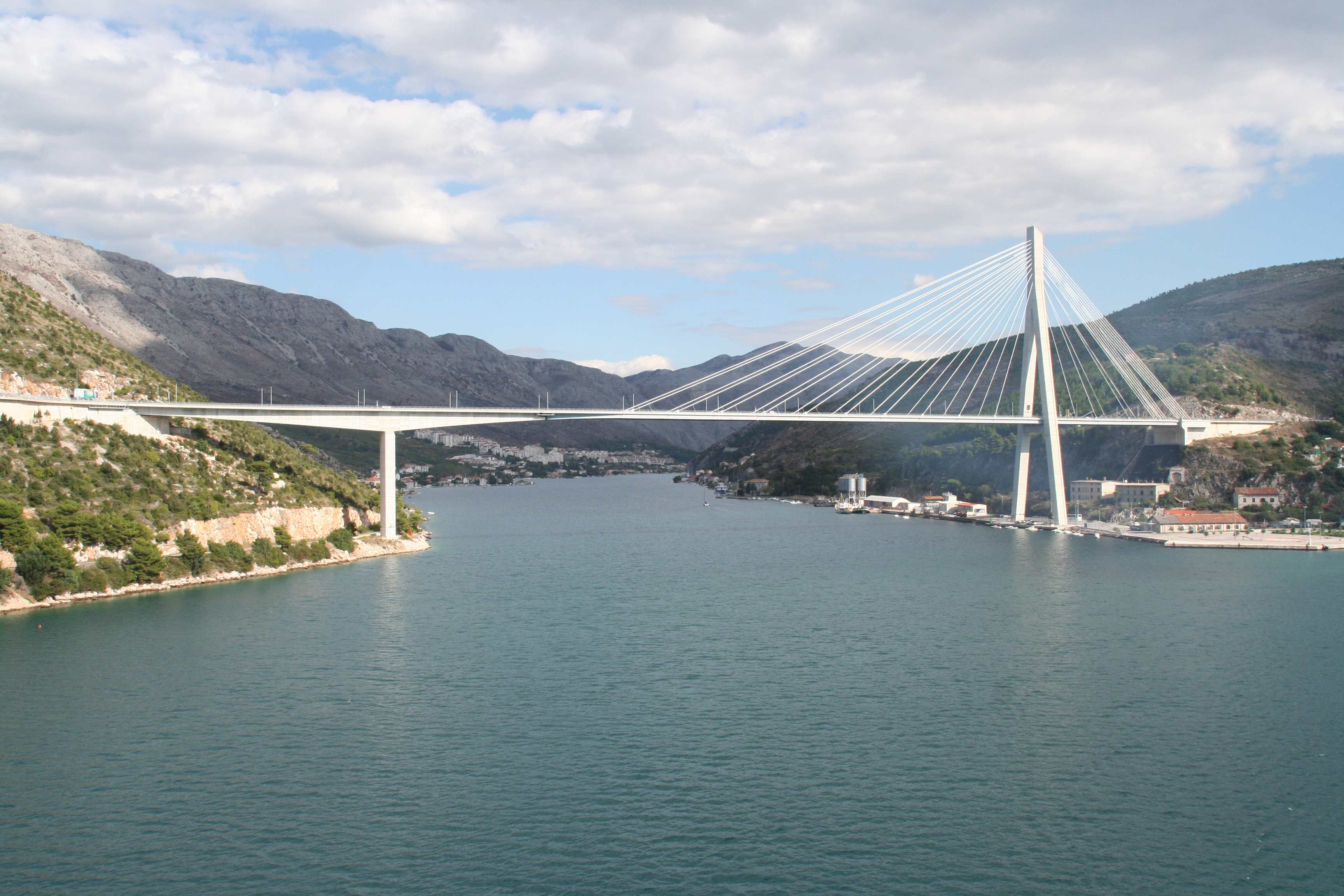
Franjo-Tuđman-Brücke, Dubrovnik

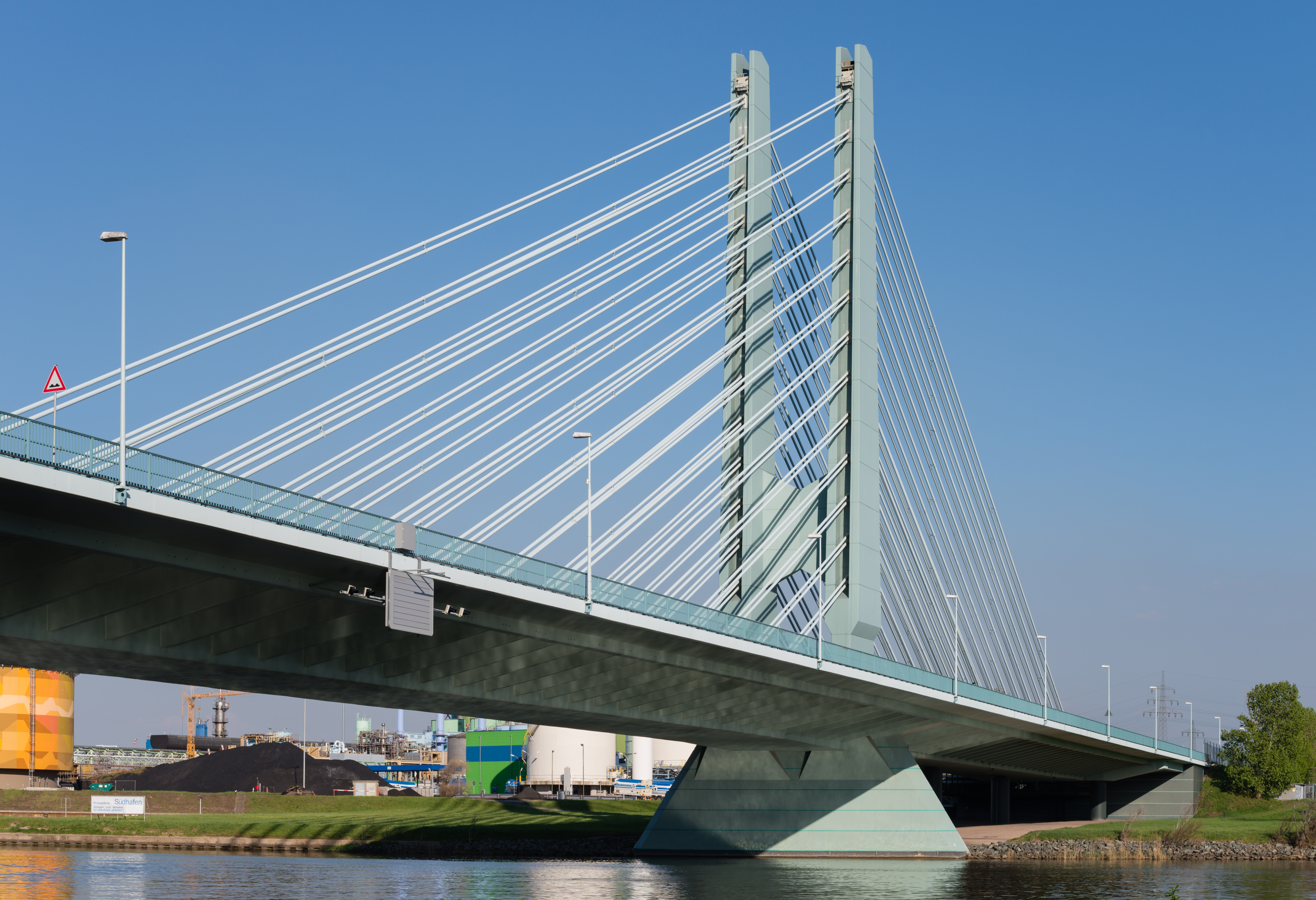
Werksbrücke West, Höchst

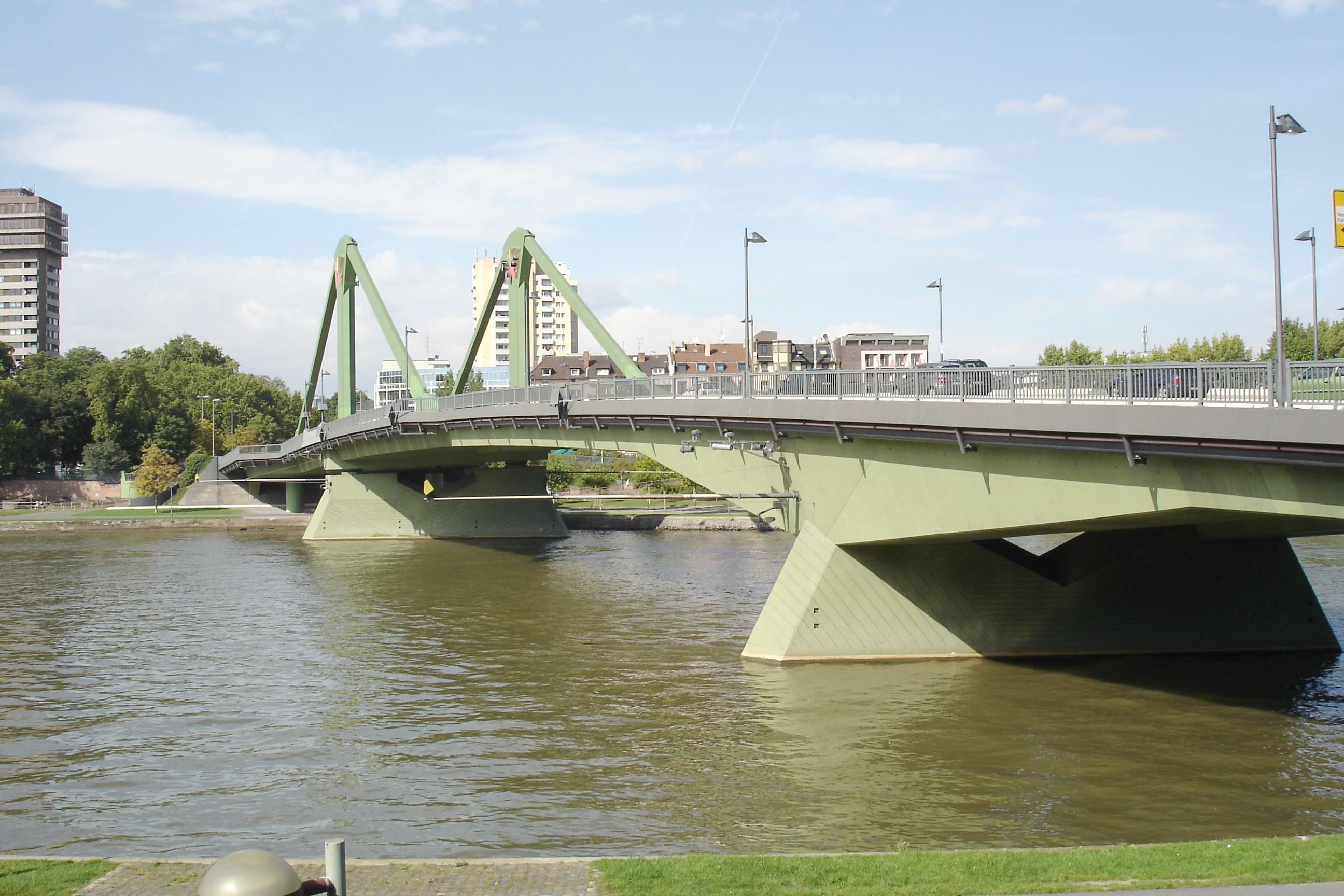
Flößerbrücke, Frankfurt

- 1961: Große Weserbrücke, Bremen (Wilhelm-Kaisen-Brücke)
- 1964: Rheinbrücke Bendorf Los I
- 1965: Elztalbrücke mit Ulrich Finsterwalder
- 1970: Balduinbrücke, Koblenz (Spannbetonbrücke)
- 1972: 2. Mainbrücke Hoechst AG
- 1974: Moselbrücke Schweich
- 1977: Pylon der Rheinbrücke Düsseldorf-Flehe
- 1979: Autobahnbrücke Holledau
- 1980: Donaubrücke, Metten
- 1985: Flößerbrücke, Frankfurt
- 1980–1987: Transrapid-Versuchsanlage Emsland
- 2001: Franjo-Tuđman-Brücke (auch: Dubrovnik-Brücke), Dubrovnik mit Karl Sporschill

## Auszeichnungen und Preise
- 1985: Dr.-Ing. E. h. (Ehrendoktortitel) verliehen durch die Technische Universität München

## Publikationen
- Herbert Schambeck, Ulrich Finsterwalder:  Die Entwicklung des freien Vorbaus von Spannbetonbrücken, Bauingenieur, Band 40, März 1965, S. 85–91.
- Herbert Schambeck, Ulrich Finsterwalder: Die Elztalbrücke, 2 Teile,  Bauingenieur, Band 41, Mai 1966, S. 251–258, Band 42, 1967, S. 251–258
- Herbert Schambeck, H. Kroppen: Die Zügelgurtbrücke aus Spannbeton über die Donau in Metten, in: Beton- und Stahlbetonbau, Band 77, Mai 1982, S. 131–136, 156–161.
- Alte und neue Ideen im Massivbrückenbau, Bauingenieur, Band 61, 1986, S. 289–293.
- Herbert Schambeck, Josef Eibl, Alfred Pauser, Jörg Schlaich, Klaus Stiglat, René Walther, Hans-Joachim Wolff, Wilhelm Zellner:  Verantwortung und Ansehen der Bauingenieure – ein Aufruf. In: Stahlbau, Band 75, November 2006, S. 962–963.
- Herbert Schambeck, Josef Eibl, György Iványi (Hrsg.): Berechnung kastenförmiger Brückenwiderlager, Düsseldorf: Werner Verlag, 3. Auflage 1988